# Death Wish II
Death Wish II je první album Jimmyho Pagea po rozpadu Led Zeppelin.

## Úvod
Koncem srpna 1981 požádal Jimmyho jeho nejbližší soused, filmový režisér Michael Winner, aby pro něj složil hudbu k filmu Přání smrti 2 (Death Wish 2, 1982), který produkoval a ve kterém si hlavní roli zahrál Charles Bronson. Jimmy pracoval ve svém domácím nahrávacím studiu The Sol s prvním filmových sestřihem a synchronizoval hudbu společně s bubeníkem Dave Mattacksem ze skupiny Fairport Convention, baskytaristou Dave Patonem, pianistou a zpěvákem Gordonem Edwardsem, aranžérem Dave Lawsonem a zpěvákem, hvězdou šedesátých let, Chrisem Farlowem. Na tomto projektu si Jimmy také vyzkoušel možnosti kytarového syntezéru Roland. Michael Winner byl s výsledkem nadmíru spokojený, že použil mnoho z Jimmyho hudby i pro film Přání smrti 3 (Death Wish 3, 1985). Album se umístilo nejvýše na 40 příčce britského žebříčku, a na 50 příčce amerického žebříčku. V roce 1983 byl Jimmy Page za hudbu k tomuto filmu nominován na cenu Zlatá malina (Golden Rapsberry Award) v kategorii nejhorší hudba.

## Seznam skladeb
| 1. "Who’s To Blame" (Jimmy Page) - 2:40 2. "The Chase" (Jimmy Page) - 5:50 - The Chase (I) - The Chase (II) - The Chase (III) 3. "City Sirens" (Jimmy Page/Gordon Edwards) - 2:01 4. "Jam Sandwich" (Jimmy Page) - 2:35 5. "Carole’s Theme" (Jimmy Page) - 2:50 - (I) Introduction - (II) Main Theme 6. "The Release" (Jimmy Page) - 2:31 |  | 1. "Hotel Rats and Photostats" (Jimmy Page) - 2:39 - (I) Hotel Rats - (II) Photostats 2. "A Shadow In The City" (Jimmy Page) - 4:01 3. "Jill’s Theme" (Jimmy Page) - 4:00 4. "Prelude" (Jimmy Page) - 2:20 5. "Big Band, Sax and Violence" (Jimmy Page) - 2:51 - (I) Big Band - (II) Sax, and Violence 6. "Hypnotising Ways (Oh Mamma)" (Jimmy Page) - 2:46 |

## Obsazení
- Jimmy Page – akustická kytara, elektrická kytara, kytarový syntezátor, syntezátor, theramin, baskytara, produkce
- Gordon Edwards – zpěv, elektrický klavír, klavír
- Stuart Epps – technik, míchání
- Chris Farlowe – zpěv
- Dave Lawson – klavír, syntezátory
- Dave Mattacks – bicí, perkuse
- David Paton – baskytara
- David Sinclair Whittaker – klavír
- GLC Philharmonic – orchestr
- The Sol Symphonic – smyčce

## Singly k albu
- Who’s To Blame/Carole’s Theme  (1982) (Swan Song P 1673)
  1. "Who's To Blame" (Jimmy Page) - 2:41
  2. "Carole's Theme" (Jimmy Page) – 1:27

  - pouze v Japonsku vydaný sedmipalcový singl. Na A-straně je instumentální verze "Who’s To Blame" pod filmové úvodní titulky, na B-straně je verze skladby "Carole’s Theme" s elektrickou slide kytarou.